# Gadago
Gadago est une localité située au sud-ouest de la Côte d'Ivoire, et appartenant au département de Soubré, dans la Nawa. La localité de Gadago était érigée en chef-lieu de commune, puis supprimée comme telle sous le pouvoir d'Alassane Ouattara.
Par ailleurs, le village de Gadago qui est l'un des plus importants du Canton Gbobouo, a un lien filial avec de nombreuses personnalités de divers mondes d'exercices et activités professionnelles (politique, cinématographique, etc.) comme Charles Bauza Donwahi (dont la mère, Madou Dissaonhnon Saouha, est originaire de la grande famille « Madou » de la lignée des « Nasséwa » de la tribu « Gobréghué »), ce qui explique l'attachement du Ministre Alain-Richard Donwahi à ladite localité. À ces personnalités, s'ajoute Alex Ogou, cinéaste franco-ivoirien, réalisateur de la série Invisibles.
Le village de Gadago compte trois grandes tribus regroupant en leur sein, plusieurs grandes familles. La tribu « Gobréghué » est la plus importante.